# Batrachoseps gabrieli
Batrachoseps gabrieli is een salamander uit de familie longloze salamanders (Plethodontidae). De soort is door David Burton Wake pas in 1996 beschreven wat opmerkelijk is vanwege het dichtbevolkte gebied waar de salamander voorkomt. De soortaanduiding gabrieli verwijst naar het verspreidingsgebied; de San Gabriel Mountains

## Uiterlijke kenmerken
Het lichaam van Batrachoseps gabrieli bereikt een lichaamslengte van ongeveer 5 centimeter, de staart is twee keer zo lang. Net zoals alle slanke salamanders is het lichaam lang en erg dun, maar de soort is relatief eenvoudig van andere soorten te onderscheiden doordat het lichaam en met name de kop wat breder en sterker afgeplat zijn dan veel verwante soorten zoals Batrachoseps nigriventris. Ook zijn de ledematen en de poten wat groter. De kleur is bruin met lichtere en donkere vlekjes, de onderzijde is donkerder tot zwart met kleine lichtere tot witte vlekjes.

## Algemeen
Batrachoseps gabrieli is endemisch in de Amerikaanse staat Californië, en heeft een zeer klein verspreidingsgebied in de buurt van de stad Los Angeles. De soort is vernoemd naar de San Gabriel rivier. De habitat bestaat uit schaduwrijke plekken bij bossen, meestal in de buurt van stroompjes met een rotsige ondergrond. De soort komt voor op een hoogte van 366 tot 1550 meter boven zeeniveau.
Zoals alle Batrachoceps-soorten worden de eitjes in de winter afgezet, en niet in het water maar in kleine holletjes langs het water. Het larvestadium voltrekt zich volledig in het ei: als de jongen uit het ei kruipen zijn het al direct kleine salamandertjes, maar ze zijn nog niet volwassen. De soort is niet algemeen en staat op de IUCN-lijst van bedreigde diersoorten.